# Pepeto (México)
El pepeto es una sopa típica del Estado de México, particularmente de Coatepec Harinas. Incluye chilacayote, habas verdes o amarillas, elote, carne de cerdo (costilla o codillo aportan buen sabor) o de pollo, cebolla, ajo, epazote y chile manzano. Se sirve con limón, pan de sal, a veces queso rallado, orégano, aceite de oliva o aguacate rebanado. En algunos hogares de Villa Guerrero, Coatepec y Tenancingo se le agrega pulque.
Se consume sobre todo en verano y otoño, entre junio y noviembre, ya que es la temporada de las hortalizas. Es un platillo tradicional de la Asunción, así como de las fiestas patrias del 16 de septiembre. En Morelos el pepeto es un caldo que solo incluye calabaza de Castilla y epazote.
En 2012, se organizó el concurso El Rey del Pepeto en Villa Guerrero, siendo el platillo «ganador a la innovación» los tamales de pepeto, unos tamales rellenos de pepeto hecho puré, aromatizados con agua de anís y envuelto en hojas de chilacayote.

## Preparación
Se puede hacer vegetariano o se puede agregar carne, generalmente carne de cerdo. El ingrediente principal es el chilacayote, que se le quita la piel y se corta en dados. Se cuece por un cuarto de hora en la olla donde se coció la carne, junto con el elote desgranado o en rodajas y las habas peladas. El chilacayote se puede sustituir por calabacita. Se aromatiza con epazote y comino, y también se agregan ajo, cebolla para sazonar, licuados o picados. Algunas recetas agregan flores de calabaza. El chile manzano se agrega entero, cinco minutos antes de apagar el fuego. Se sirve con limones.